# Kerem Adigüzel
Kerem Adıgüzel (* 1. Juli 1987 in St. Gallen) ist ein Schweizer Autor und Koranexeget. Er ist Muslim, der den Koran als einzige normative Quelle für den Islam sieht (Koranismus), und den Hadith als theologische Quelle ablehnt.

## Leben
Kerem Adıgüzel stammt aus einer türkischen Familie, die aus Kanada in die Schweiz einwanderte. Er wuchs in Suhr und Rorschach auf, besuchte in St. Gallen das Gymnasium und studierte anschließend an der Universität Zürich, wo er einen Bachelor in Mathematik mit dem Nebenfach Informatik erlangte. Am internationalen Sprachinstitut IH Cairo lernte er Arabisch. Adıgüzel ist als Offizier (Miliz) im schweizerischen Militär tätig und arbeitet als Softwareentwickler.
Adıgüzel betätigt sich als Koranübersetzer und Übersetzer von Artikeln und Büchern aus dem Englischen und Türkischen über Philosophie und Islam. Er ist Mitglied der Koranforschungsgruppe Istanbul (IKRA). Er hält Vorträge, leitet Workshops und Seminare und tritt im Radio und Fernsehen auf. Er verfasst Texte zu den Themen Islam, Moderne und Integration.
Adıgüzel gründete 2017 den Verein Al-Rahman – mit Vernunft und Hingabe. Sein Ziel ist es, einen aufklärerischen Islam zu vermitteln und eine offene Moschee zu gründen, in der Frauen vorbeten dürfen, LGBTIQ*-Menschen, Schiiten, Sunniten, Sufis etc. zusammen beten können. Adıgüzel betreibt einen YouTube-Kanal und einen Podcast, in dem verschiedene Themen des Islam behandelt werden.

## Positionen
Adıgüzel ist der Ansicht, dass die einzige normative Quelle des Islams der Koran sei (Koranismus). Durch die Hadithe sei der Islam verzerrt worden, sodass die zentralen Aspekte des Korans verletzt worden seien. Er ist der Ansicht, dass nur drei Gebete im Koran vorgeschrieben sind und man während des Gebets nur Gott anrufen, und nicht noch Segenssprüche für den Propheten aussprechen sollte. Er versteht den Ausspruch des Korans „Folgt dem Gesandten und Allah“ so, dass damit gemeint sei, dass man der Botschaft des Propheten, dem Koran folgen soll. Da der Prophet selber nur dem Koran gefolgt sei, folge man automatisch dem Propheten, in dem man nur dem Koran folgt. Adıgüzel charakterisiert sich selber als „monotheistischer Rationalist“.

## Veröffentlichungen
- Schlüssel zum Verständnis des Koran: die Selbstbefähigung der Muslime im theologischen Verständnis durch eine koranische Hermeneutik. Alrahman.de [– verlagstechnisch eine Unterabteilung von Lulu.com], Romanshorn [ / Schweiz] 2015, ISBN 978-1-326-39991-7.
- Rückkehr zur Botschaft des Korans durch spirituelle Wiederauflebung der Schahāda. In: Lamya Kaddor (Hrsg.): Muslimisch und liberal! : was einen zeitgemäßen Islam ausmacht. Piper Verl., München [2020], ISBN 978-3-492-07009-6, S. 21–34.